# Estádio Municipal Salvador Russani
O Estádio Municipal Salvador Russani é um estádio de futebol localizado na cidade de Atibaia, no estado de São Paulo, pertence à prefeitura municipal e tem capacidade para 3.000 pessoas. Interditado pela Federação Paulista de Futebol pois está sem condições de receber jogos.
O estádio já recebeu jogos da Copa São Paulo de Futebol Júnior, Campeonato Paulista de Futebol - Segunda Divisão, Campeonato Paulista de Futebol - Série A3.
No final de 2022, a Prefeitura de Atibaia reabriu o estádio para o público, que passa a receber competições da Liga Atibaiense de Futebol.